# Historia gier komputerowych (druga generacja)
Druga generacja w branży konsoli gier wideo obejmowała okres pomiędzy 1976 a 1984 rokiem.

## Historia

### Pierwsze 8-bitowe konsole domowe (1976-1983)

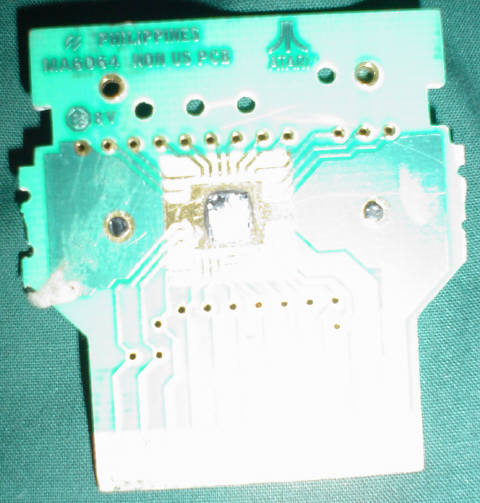
Układ elektroniczny umieszczony w kartridżu do Atari 2600

Na wczesnych konsolach kod programu był wpisany w mikrochipy i nie można było na nich uruchomić innych gier. Na początku drugiej połowy lat 70. gry wideo znalazły się na kartridżach. Programy były zapisywane w pamięci chipów ROM, które były montowane w plastikowych obudowach pozwalających na podłączenie ich do slotu konsoli. Gdy kartridż został podłączony, główny mikroprocesor w konsoli odczytywał zawartość chipu znajdującego się w kartridżu i uruchamiał program zapisany na nim.
Pierwszą taką konsolą była produkcja Fairchild VES. Konsola wydana została przez Fairchild Semiconductor w sierpniu 1976. Gdy w następnym roku Atari wydało Atari VCS, Fairchild szybko zmienił nazwę swojej konsoli na Fairchild Channel F.
W 1977 Atari wydało własną konsolę z możliwością wymiany kartridżów, nazwaną Video Computer System (VCS) (w 1982 zmieniono jego nazwę na Atari 2600). Początkowo konsola nie odniosła sukcesu.
W 1978 Magnavox wydał własną konsolę z kartridżami, Magnavox Odyssey 2, w Stanach Zjednoczonych i Kanadzie. Philips Electronics wydało tę samą konsolę w Europie jako Videopac G7000. Pomimo że konsola nie zdobyła takiej popularności jak Atari, w ciągu pięciu lat sprzedano ponad milion sztuk konsoli.
W 1979 stworzona została firma Activision przez niezadowolonych programistów Atari. Był to pierwszy third-party developer.
Kolejnym ważnym wydarzeniem było wydanie konsoli Intellivision, wydanej przez firmę Mattel w 1980 (mówi się również o 1979). Mimo że konsolę zalicza się chronologicznie do "ery 8-bitowców", jej procesor mógł wykonywać instrukcje o długości 10 bitów (co pozwalało na aplikację większej liczby funkcji oraz potencjalne zwiększenie jej prędkości) i zapisywać informacje o długości 16 bitów. System bardziej zaawansowany technologicznie od Atari 2600 szybko zdobył popularność.
1982 to rok wydania Colecovision, jeszcze bardziej zaawansowanej technologicznie od Intellivision. Ta konsola również sprzedawała się dobrze, lecz obecność trzech głównych konsoli na rynku, a niskiej jakości gry przepełniające sklepowe półki, spowodowały zniechęcenie konsumentów do gier komputerowych. W ciągu roku ten przepełniony rynek załamał się.
Popularność wczesnych konsoli gier przypisuje się dostępności na nie gier arcade. Konsola Atari 2600 miała grę Space Invaders, a Colecovision dysponowało Donkey Kongiem.
Początkowo kartridże były 2KB pamięcią ROM dla Atari 2600 oraz 4KB dla Intellivision. Ten limit rósł od 1978 do 1983, zwiększając pamięć kartridżów Atari 2600 do 16KB oraz do 32KB w przypadku Colecovision. Bank switching, technika pozwalająca na użycie przez dwie różne części programu tego samego adresu pamięci, była niezbędna do tworzenia większych kartridżów.
W konsolach duże ceny pamięci RAM ograniczały jej wielkość do maksimum kilobajta. Mimo że wielkość kartridżów rosła cały czas, pamięć RAM była częścią konsoli i nie mogła być rozszerzana.
W 1982 od nowych third-party developerów (gorzej przygotowanych od Activision) pojawił się zalew gier i półki sklepów z zabawkami zaczęły się przepełniać.
Po części od tego nadmiaru przemysł gier wideo zapadł się, rozpoczynając drogę ku klęsce w grudniu 1982, która przeciągnęła się na cały 1983. Zobacz więcej w głównym artykule: Zapaść gier wideo w 1983.

### Wczesne przenośne konsole
Pierwszą przenośną konsolą gier wideo z wymiennymi kartridżami był Microvision zaprojektowany w firmie Smith Engineering i sprzedawany przez Milton-Bradley od 1979. Jednak z powodu małego i wrażliwego ekranu LCD oraz małego wyboru gier, sprzedaż została wstrzymana dwa lata później.
W 1984 w Japonii wydano Epoch Game Pocket Computer. Game Pocket Computer zawierał w sobie ekran LCD o rozdzielczości 75x64 pikseli i mógł pokazać grafikę na podobnym poziomie, co wczesne gry na Atari 2600. Pomimo tego na konsolę powstało jedynie pięć gier.

### Druga generacja gier w Polsce
W okresie PRL, do kraju dotarła niewielka ilość takich urządzeń i były traktowane jedynie jako ciekawostka jak np. Vectrex przedstawiany w programie Sonda. Systemy drugiej generacji zaczęły pojawiać się w Polsce na dużą skalę dopiero w 1989 roku, po transformacji ustrojowej, przez co kraj ominęły takie wydarzenia jak Zapaść rynku gier wideo w 1983. Popularność zyskały trzy typy sprzętu - konsola stacjonarna Rambo 2600, będąca klonem Atari 2600 z kilkuset wbudowanymi grami, Seria IM, będąca radzieckimi klonami Game & Watch i dalekowschodnie gry elektroniczne czyli klony przenośnych gier LCD. Przedsiębiorstwo Zagraniczne Karen, specjalizujące się w sprowadzaniu komputerów Atari od połowy lat 80., rozpoczęło na przełomie lat 1990 i 1991, sprzedaż konkurencyjnego klona 2600 o nazwie Video Game CA-160, posiadającym 160 wbudowanych gier. Rozprowadzano je w sieci Pewex, gdzie do zakupu oferowano także kartridże z innymi kompilacjami. Klon uzyskał niskie wyniki sprzedaży z powodu m.in. coraz większych problemów Pewexu i wyższej ceny od Rambo 2600. Gdy pod koniec 1991 roku, doszło do zmiany strategii przez Atari, rezygnując z jednego sprzedawcy na rzecz trzech autoryzowanych dystrybutorów, postanowiono wydać oryginalne Atari 2600. Pomimo że produkcje konsoli zakończono w styczniu 1992 roku, urządzenie można było dostarczyć do Polski z zapasów europejskich, które wyczerpały się dopiero w pod koniec 1995 roku, choć w kraju sprzęt dystrybuowano znacznie krócej. Istniały dwa zestawy - podstawy z 1 joystickiem oraz rozszerzony z 2 joystickami oraz oficjalną kompilacją gier 32 in 1, zawierającą pierwsze kultowe gry. Na premierę udostępniono 38 tytułów (wliczając te z kartridża 32 in 1 to 70 tytułów).

## Konsole drugiej generacji

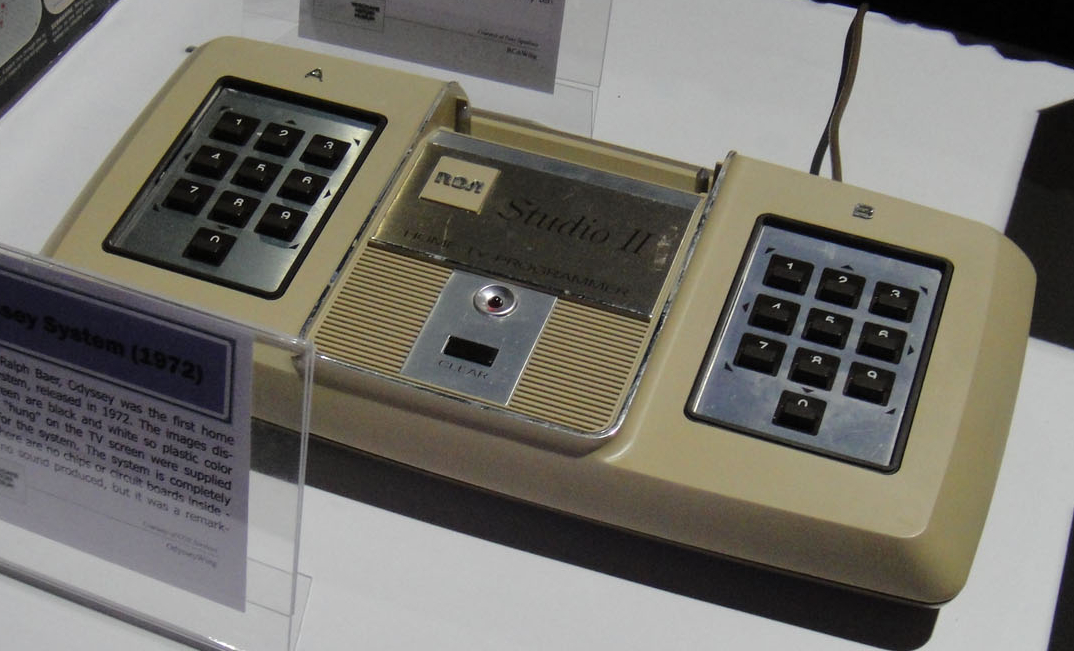
RCA Studio II (1976)
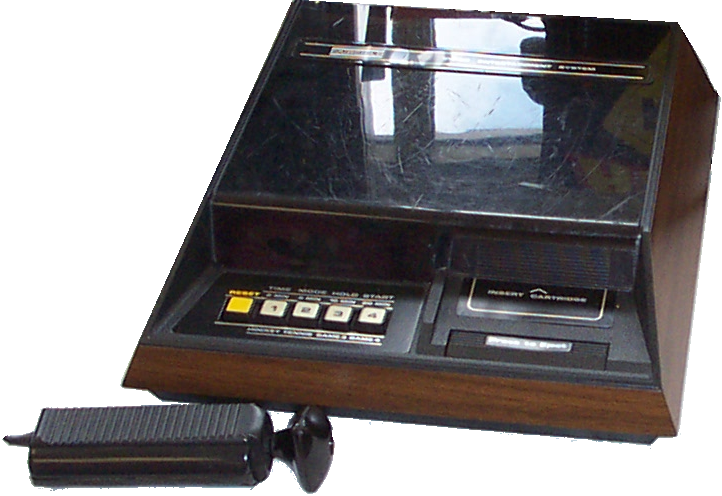
Fairchild Channel F (1976-1977)
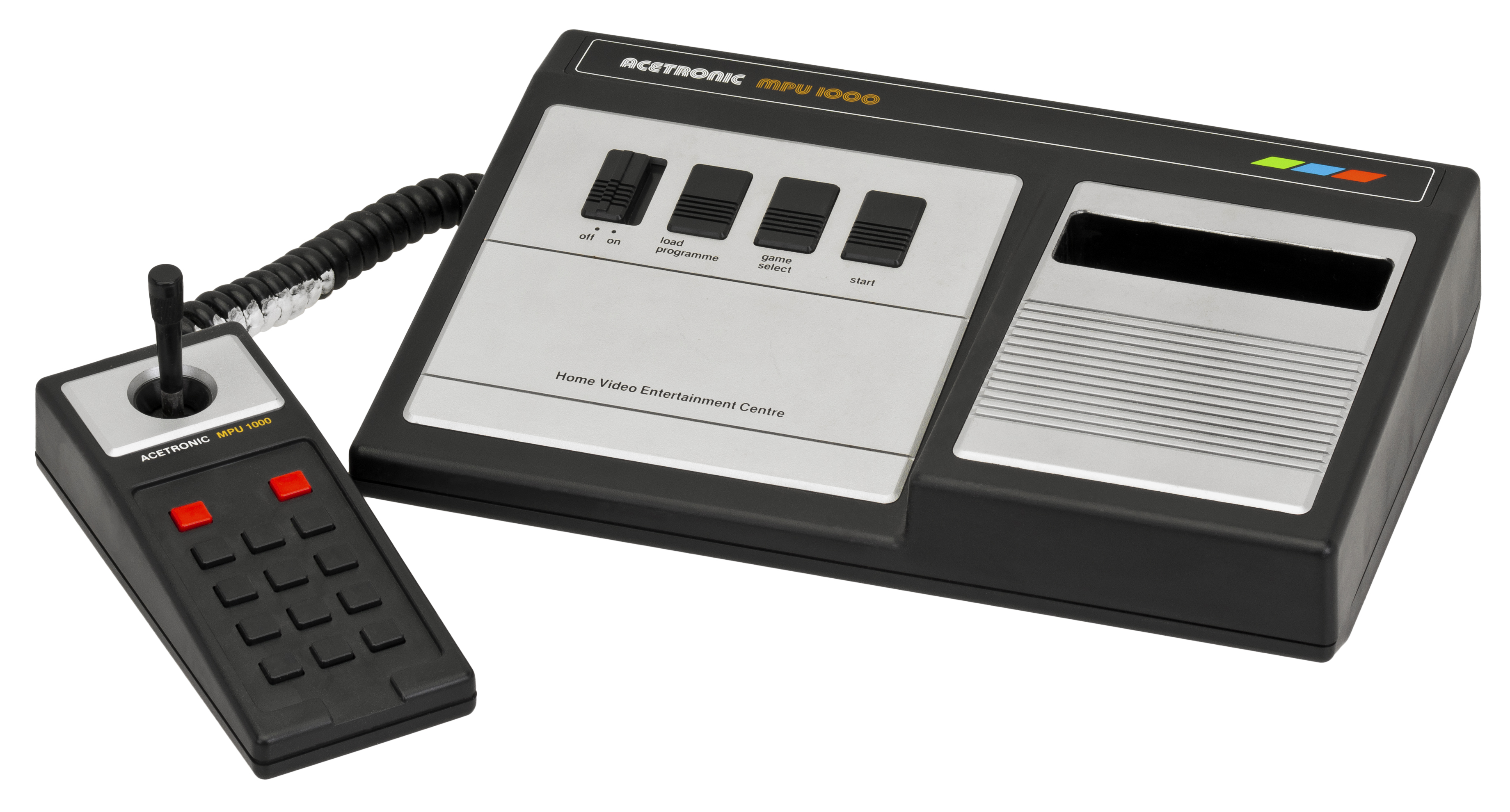
1292 Advanced Programmable Video System (1976)
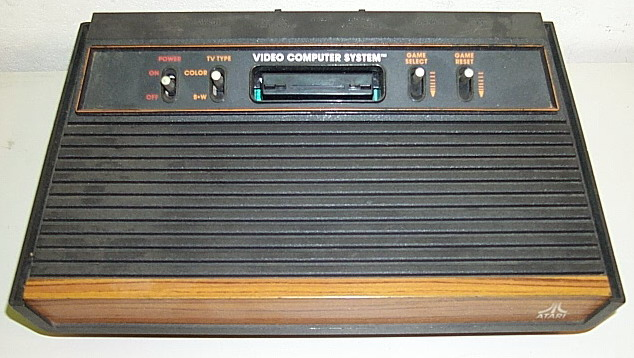
Atari 2600 (1977-1992)
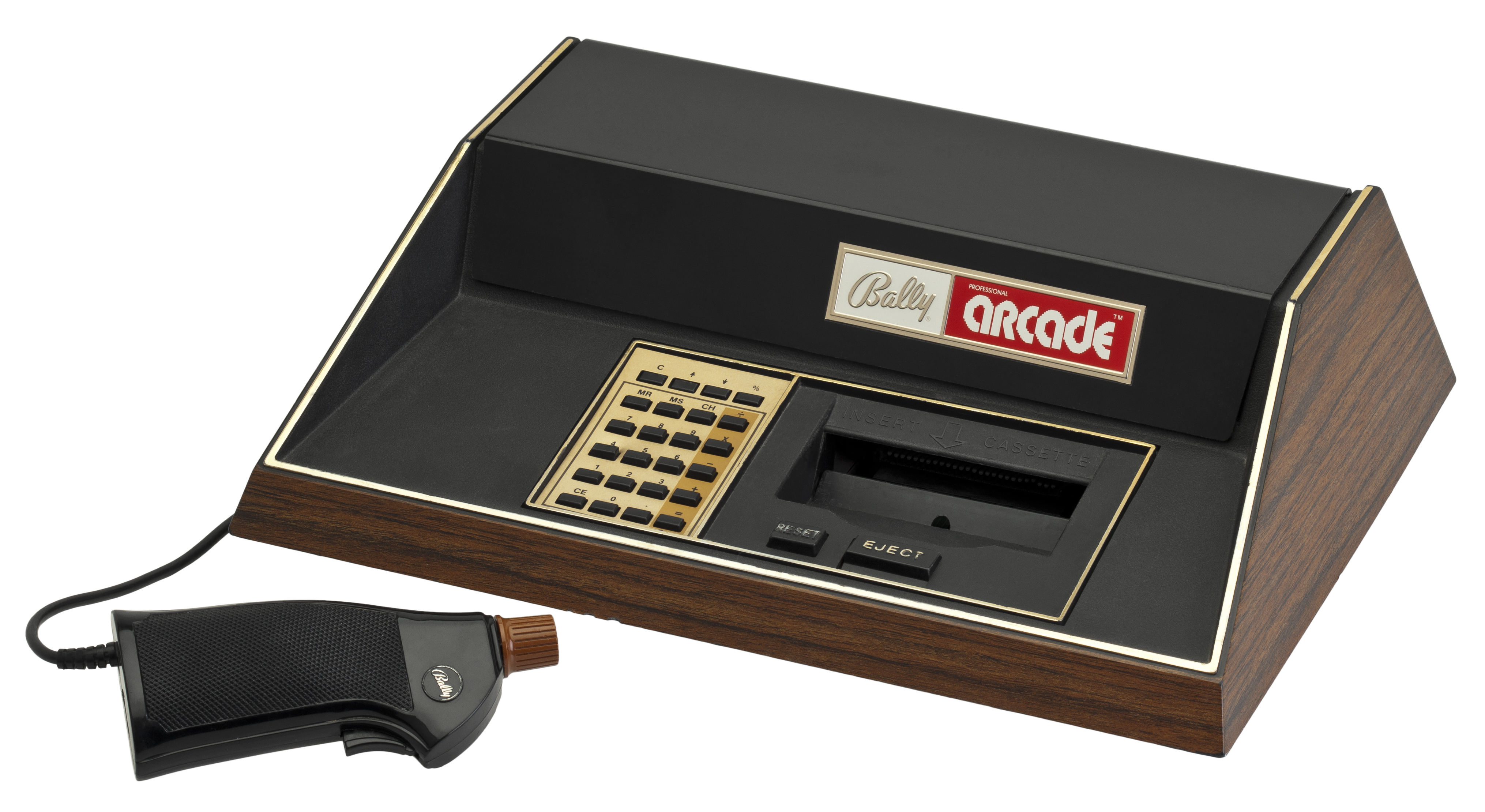
Bally Astrocade (1977-1985)
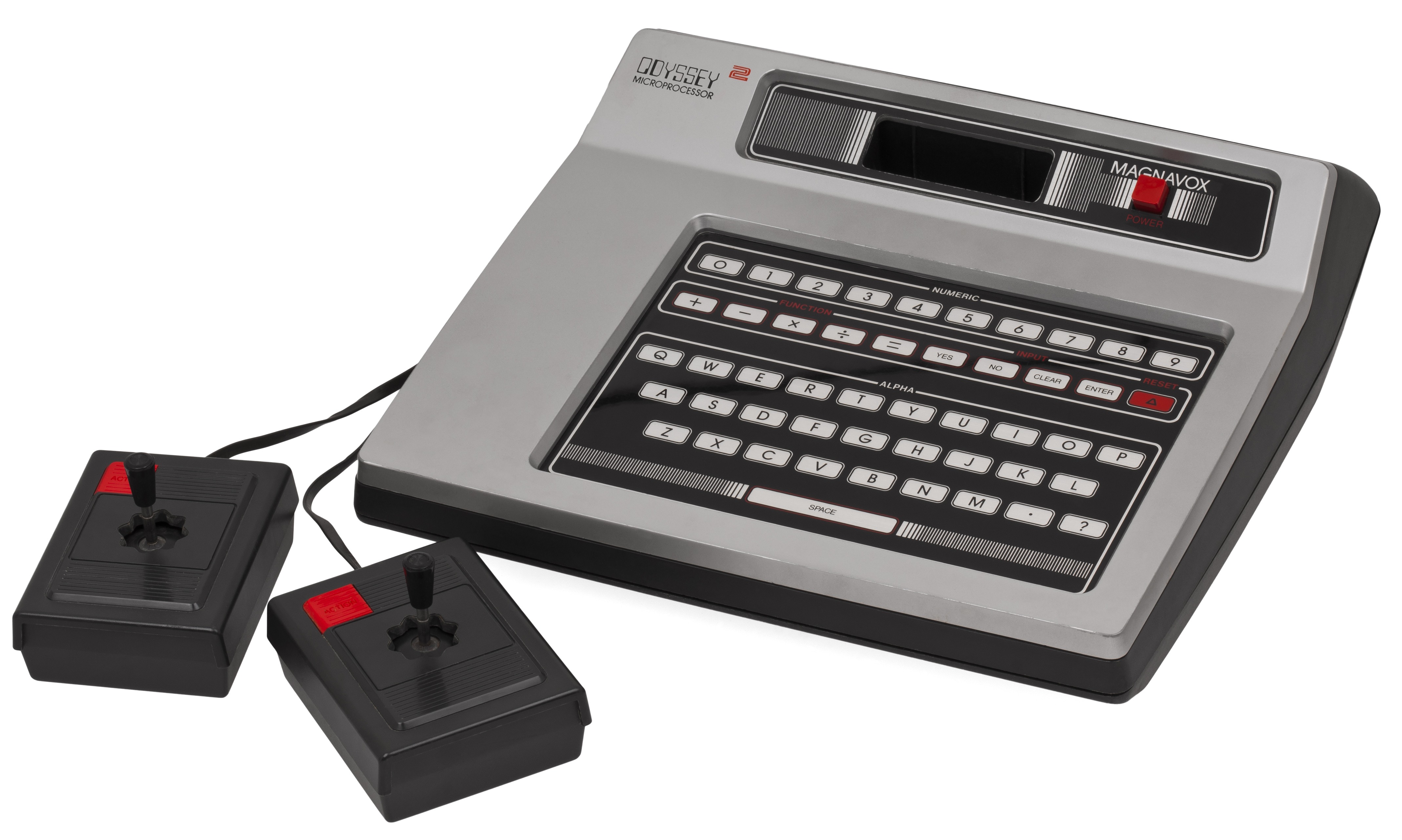
Magnavox Odyssey² (1978-1984)
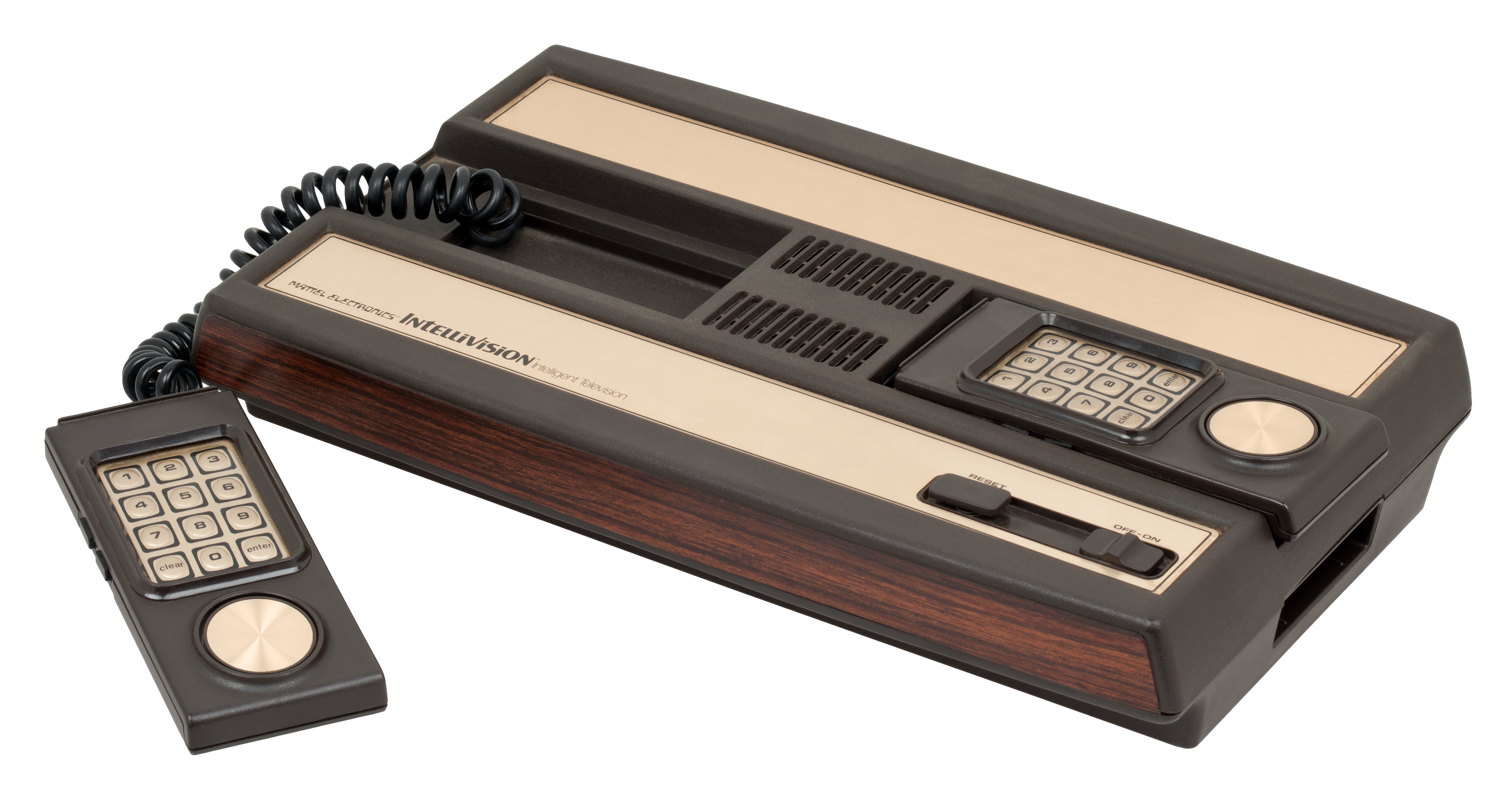
Intellivision (1980-1984)
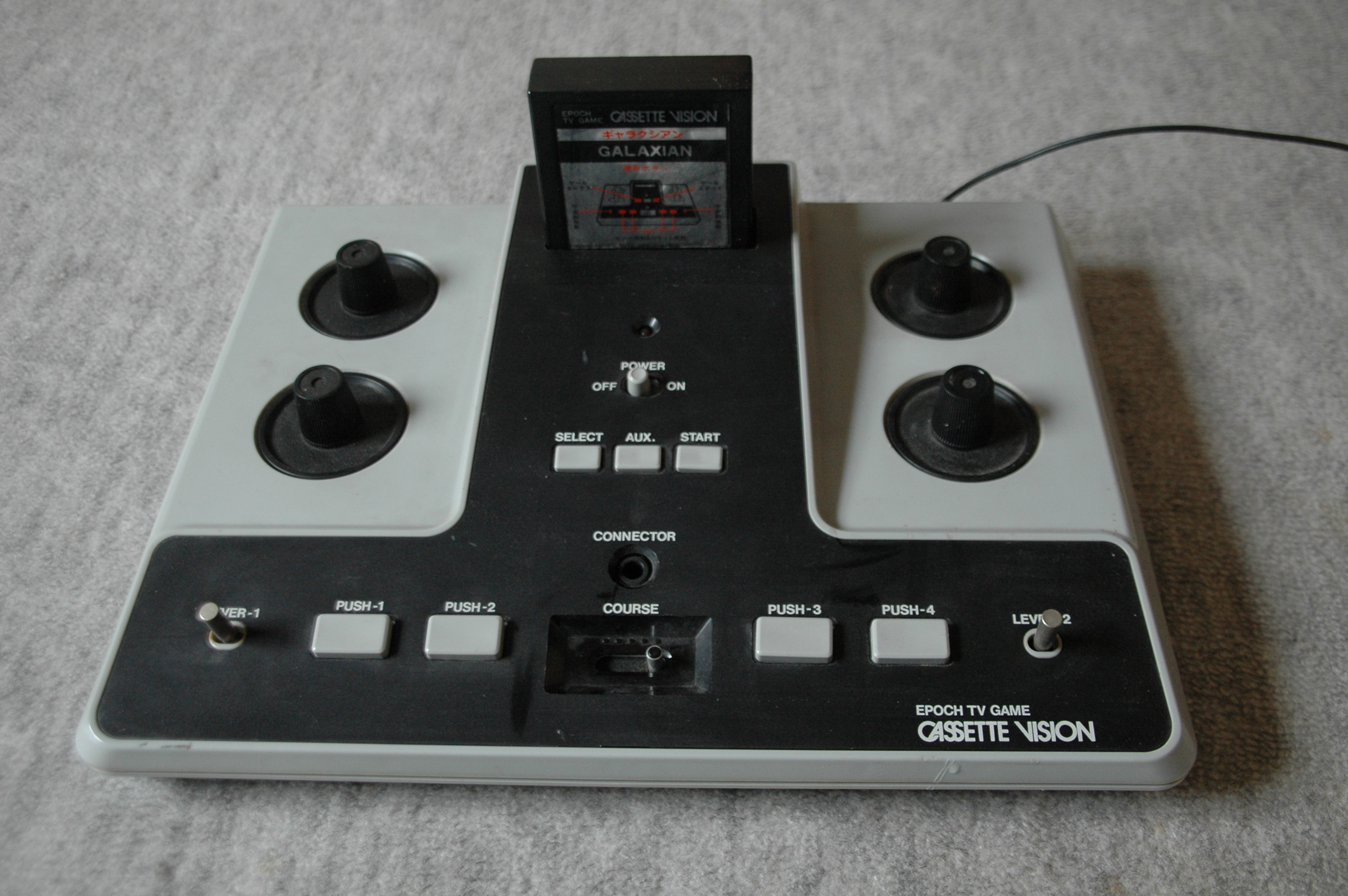
Epoch Cassette Vision (1981)
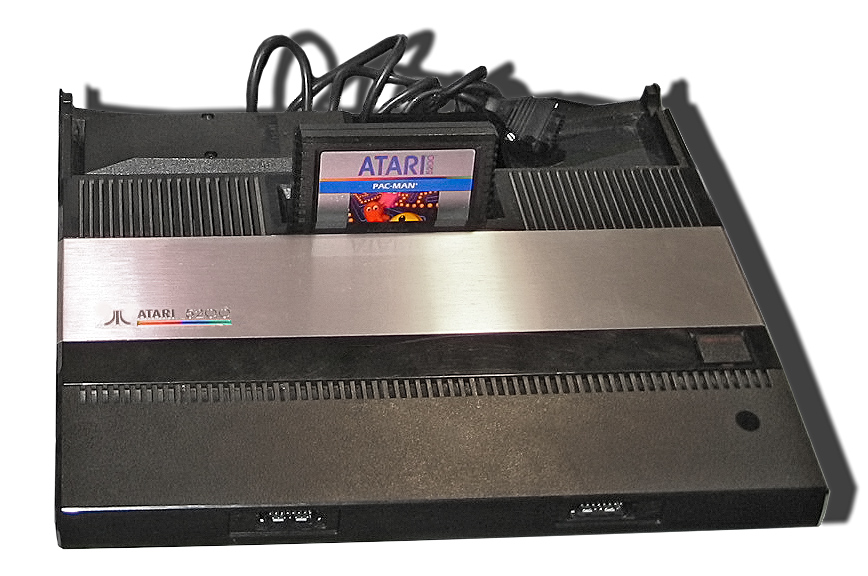
Atari 5200 (1982-1984)
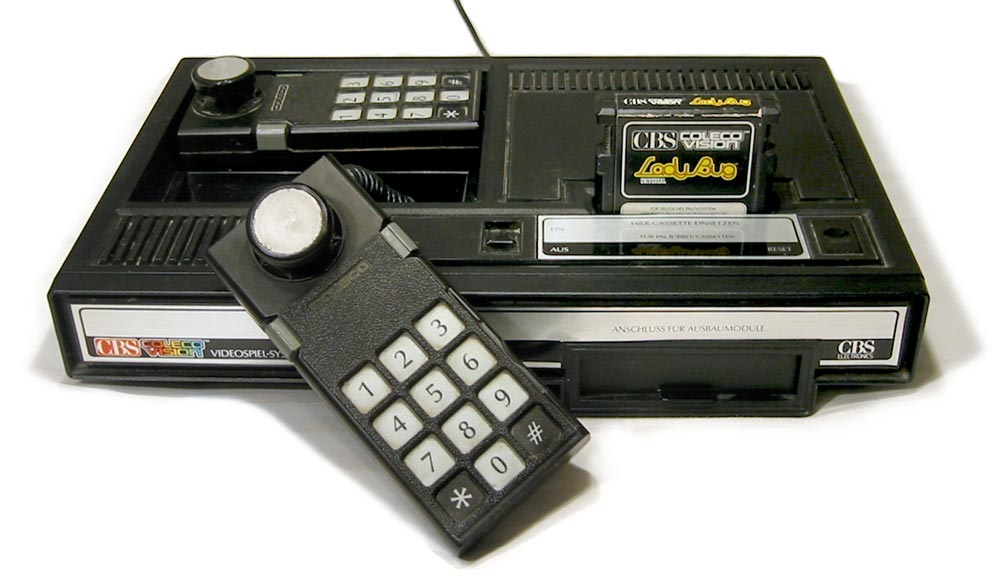
ColecoVision (1982-1984)
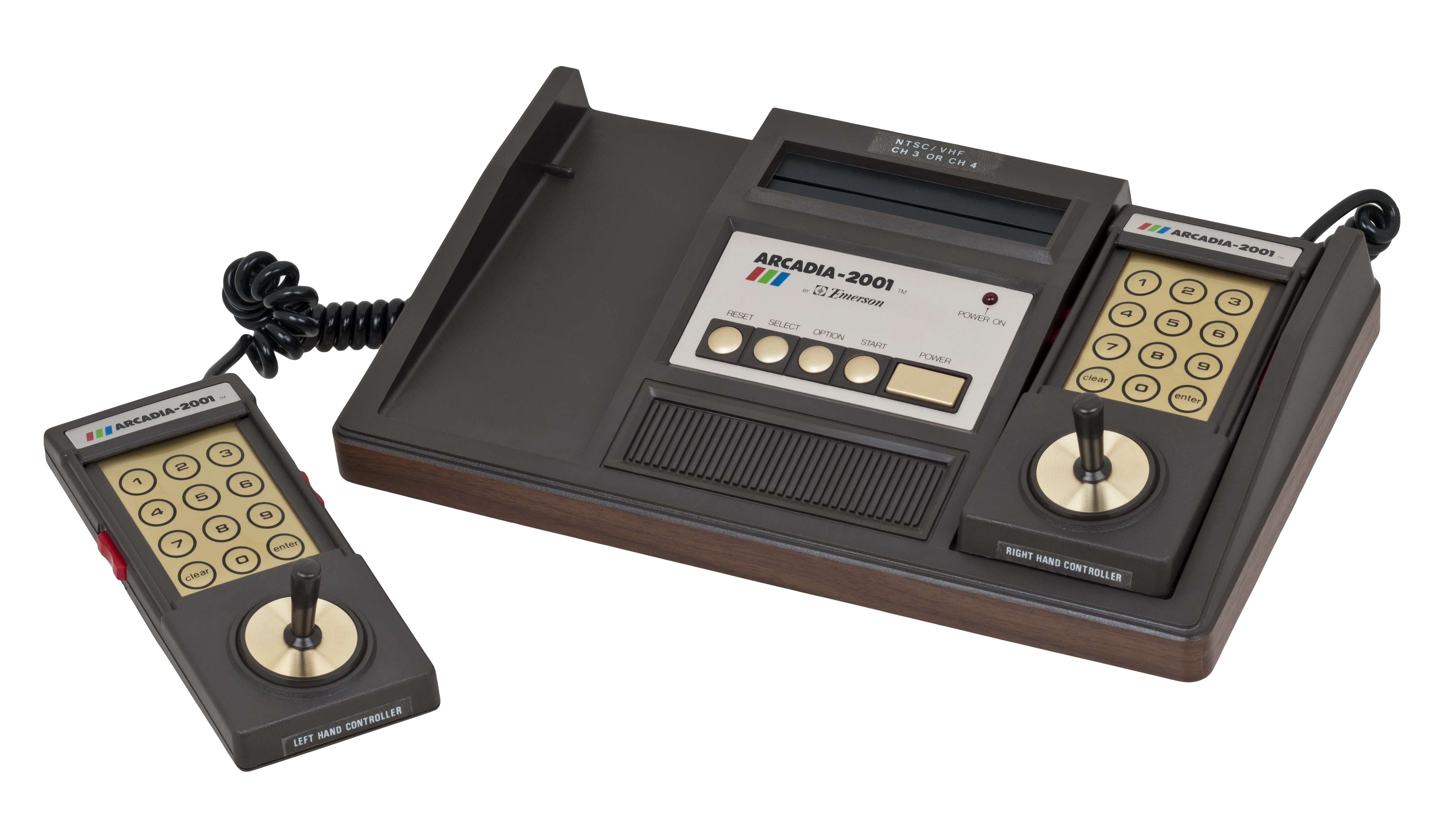
Arcadia 2001 (1982-1983)

## Przenośne konsole

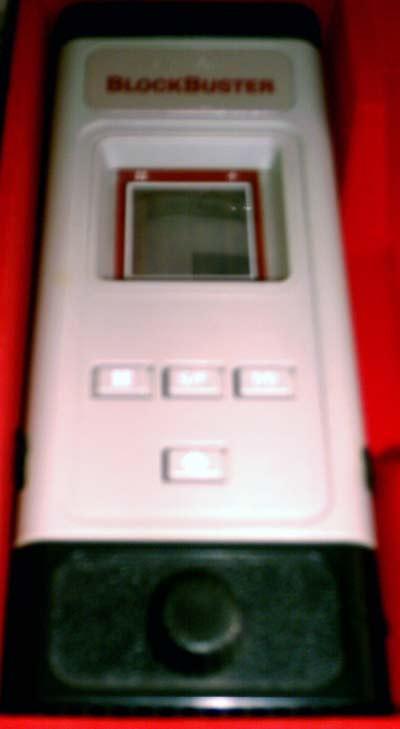
Milton Bradley Microvision (1979-1981)
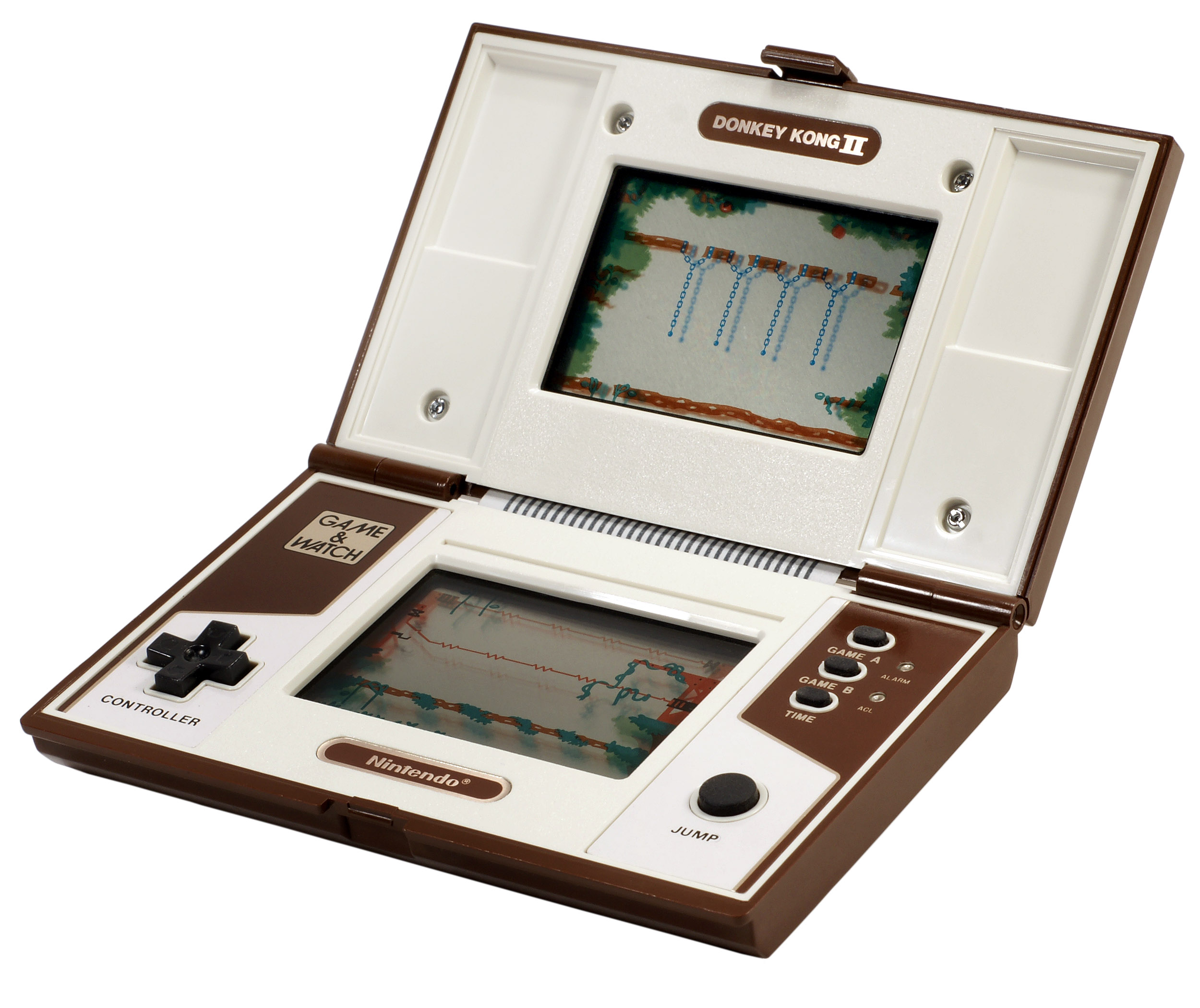
Game & Watch (1980-1991)
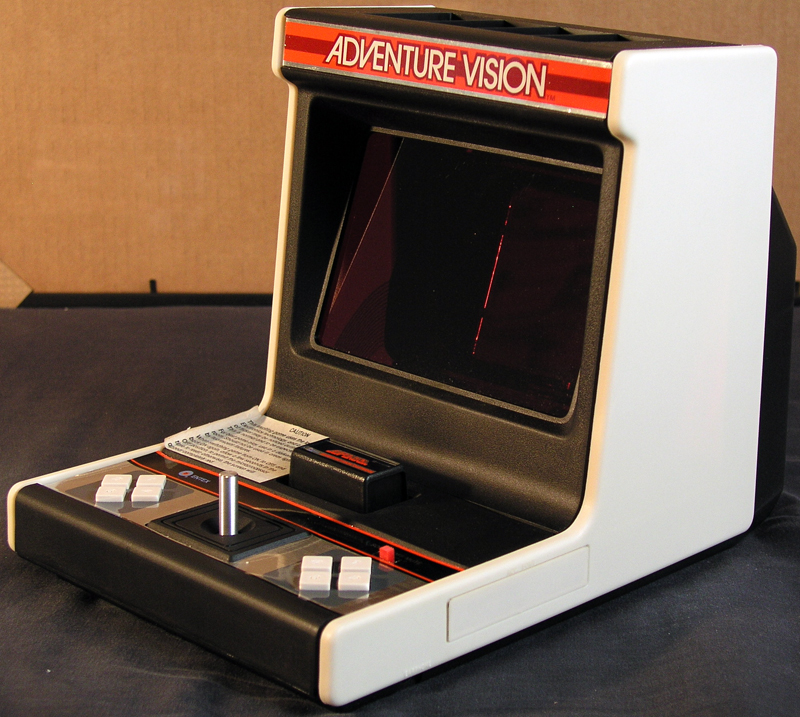
Entex Adventure Vision (1982-1983)
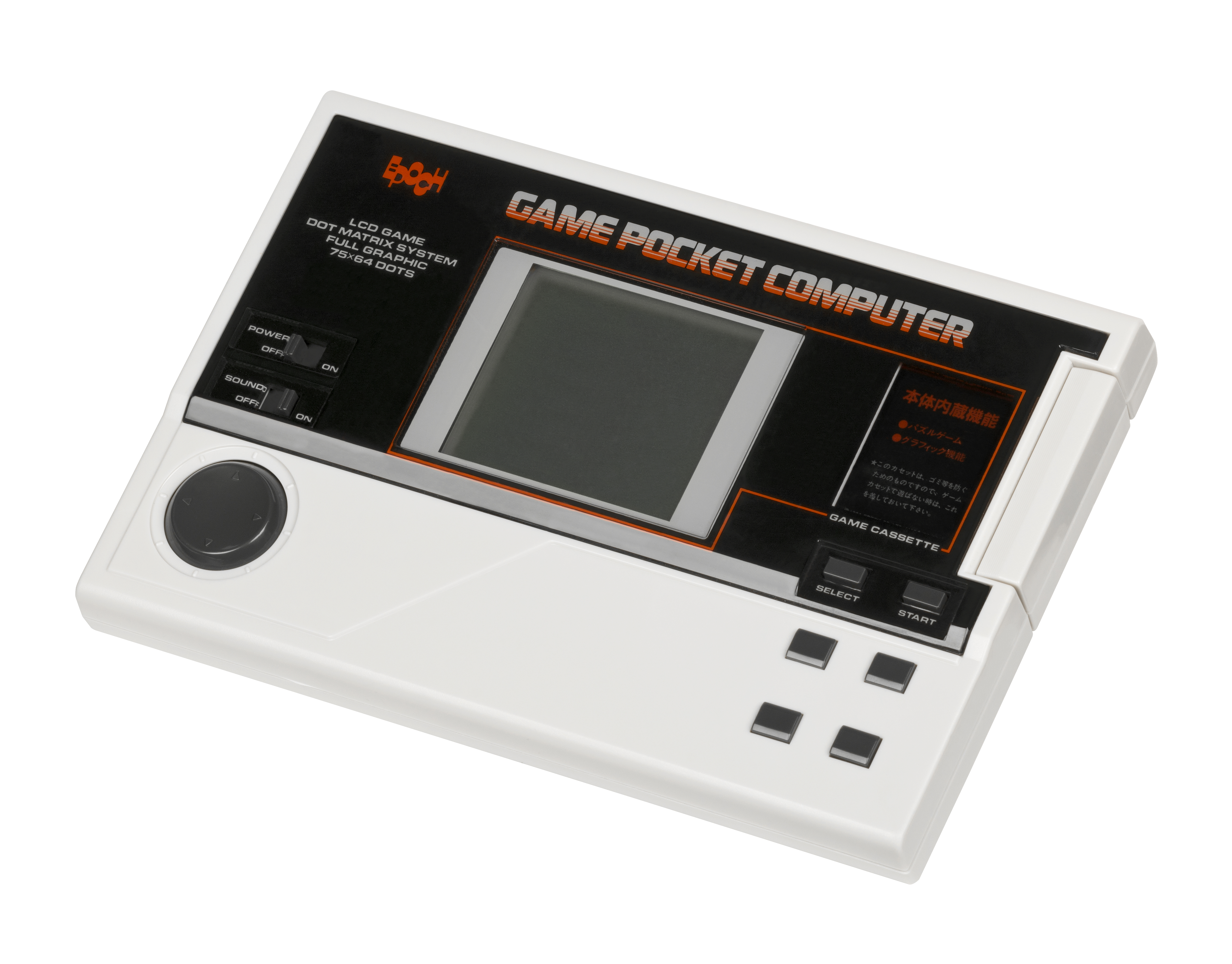
Epoch Game Pocket Computer (1984)

## Zapoczątkowane serie gier
| - Asteroids - Breakout - Defender - Donkey Kong - Frogger - Mario Bros. | - Mr. Do! - Pac-Man - Pitfall! - Space Invaders - Spy Hunter - Tempest |